# Coprosma ciliata
Coprosma ciliata is een plantensoort uit de sterbladigenfamilie (Rubiaceae). Het is een rechtopstaande of spreidende struik die een groeihoogte kan bereiken tot ongeveer 3 meter. De struik heeft wijd uitstaande slanke takken waaraan dunne en zeer kleine blaadjes groeien. De bolvormige tot langwerpige steenvrucht is oranje van kleur, maar dit kan ook variëren in wit, geel, roze of paarsrood.
De soort komt voor in Nieuw-Zeeland, zowel op het Noordereiland, het Zuidereiland en de ten zuidoosten van Nieuw-Zeeland liggende Antipodeneilanden. Hij groeit daar van laagland tot de hogere montane gebieden, tussen 0 en 900 meter hoogte. De soort wordt aangetroffen in graslanden en bossen.